# Korabl-Sputnik 3
Korabl-Sputnik 3, em russo Корабль Спутник 3 que significa Nave satélite 3, também conhecida como
Vostok-1K No.3, e Sputnik 6 no Ocidente, foi uma missão de teste do Programa Vostok da União Soviética, tendo sido a segunda a tentar colocar animais em órbita e trazê-los de volta a salvo.
A Korabl-Sputnik 2, foi a terceira tentativa de lançar uma espaçonave Vostok, com cães a bordo. A segunda tentativa, em 19 de agosto, havia sido bem sucedida.
O lançamento, ocorreu em 1 de dezembro de 1960 a partir do Cosmódromo de Baikonur, usando um foguete Vostok-L. Sua "tripulação", era composta por: dois cães, Pcholka e Mushka, além de duas câmeras de TV monitorando-os, e uma série de instrumentos científicos.
O lançamento foi perfeito, e a órbita pretendida foi atingida. No dia seguinte, o procedimento de reentrada foi iniciado, mas o funcionamento do retrofoguete não foi interrompido como planejado, fazendo com que a trajetória de reentrada mais longa, colocasse a capsula em territórios internacionais. Temendo pela confidencialidade dos dados da missão, o procedimento de autodestruição automático foi acionado, matando ambos os cães.

## Ligações Externas
- Russian Space Web